# Mesabolivar forceps
Mesabolivar forceps là một loài nhện trong họ Pholcidae. Loài này được phát hiện ở Brasil.